# Felix Mori Costa
Felix Mori Costa, né vers 1756 et mort vers 1825, est un luthier italien du XIXe siècle. Il a exercé son activité à Parme de 1798 jusqu'en 1825.

## Style
Felix Mori Costa fut fortement influencé par Guadagnini. Ses instruments ont la particularité d'avoir un vernis de très grande qualité. Outre la rareté de ses instruments, son nom reste peu connu du fait de l'absence d'étiquette originale sur la majorité de ses instruments.
On reconnaît ses instruments aux fentes en f : une des deux est plus haute que l'autre.